# Jungle Cruise (pel·lícula)
Jungle Cruise és una pel·lícula d'aventures estatunidenca de 2021, basada en l'atracció homònima del parc temàtic Disney. Dirigida per Jaume Collet-Serra, la pel·lícula compta amb intèrprets com Dwayne Johnson, Emily Blunt, Édgar Ramírez, Jack Whitehall, Jesse Plemons i Paul Giamatti. El 30 de juliol del 2021 Walt Disney Studios Motion Pictures estrenà simultàniament la pel·lícula a cinemes i a la plataforma Disney+ d'arreu del món. S'ha doblat al català.

## Argument
Ambientat durant la Primera Guerra Mundial, el capità de l'embarcació fluvial Frank Wolff transporta la científica britànica Dra. Lily Houghton i el seu germà MacGregor, en una missió a la jungla per a trobar l'Arbre de la vida, que es creu que posseeix poders curatius que podrien ser de gran benefici per a la medicina moderna. Mentrestant, el trio ha de lluitar contra animals salvatges perillosos, un ambient càlid i mortal i una expedició imperial alemanya que està decidida a trobar l'arbre primer.

## Repartiment
- Dwayne Johnson com a capità Frank «Skipper» Wolff, un astut i cínic però noble capità de vaixell de vapor que accepta a contracor guiar dos exploradors en la seva recerca de l'Arbre de la vida.[6]
- Emily Blunt com a Dra. Lily Houghton, una científica excèntrica, aventurera i virtuosa que busca l'Arbre de la vida, que espera estudiar per les seves propietats curatives.[6]
- Jack Whitehall com a MacGregor Houghton, el germà petit de la Lily i ajudant reticent.[6][7]
- Édgar Ramírez com a Aguirre, un mercenari letal contractat per guiar una expedició rival cap a l'Arbre de la vida.[6][8]
- Jesse Plemons com a príncep Joachim, un aristòcrata alemany desconcertat i ambiciós que finança i dirigeix una expedició militar per reclamar l'Arbre de la vida per a ell mateix.[6]
- Paul Giamatti com a Nilo Nemolato, un mestre portuari desmanegat que gestiona el port on Frank embarca el seu vaixell.[6]
- Veronica Falcón com a mercadera Sam, una versió femenina del personatge del viatge.
- Dani Rovira com a Sancho
- Quim Gutiérrez com a Melchor
- Andy Nyman com a Sir James Hobbs-Coddington